# Cesare Meucci
Cesare Meucci (Cormons, 2 settembre 1921 – Firenze, 17 gennaio 2016) è stato un calciatore e allenatore di calcio italiano.

## Carriera

### Giocatore
Centrocampista cresciuto nelle serie minori, arriva nel grande calcio grazie al passaggio all'Atalanta nella stagione 1946-1947, con la quale esordisce in Serie A. In quella stagione svolge il suo compito di gregario del centrocampo senza tuttavia eccellere, togliendosi tuttavia la soddisfazione di andare a segno contro il Grande Torino in occasione dell'incontro disputato al Filadelfia il 1º giugno 1947 e vinto dai granata per 5 a 3
Viene quindi ceduto al Treviso in Serie B, dove disputa una buona stagione, al termine della quale ritorna nel massimo campionato grazie al passaggio alla Fiorentina. Con i gigliati disputa due stagioni, senza riuscire ad imporsi come titolare fisso (30 presenze complessive) dopodiché viene ceduto al Prato in Serie C. Conclude quindi la carriera da calciatore in società toscane nei campionati minori.
In carriera ha totalizzato complessivamente 48 presenze ed una rete in Serie A, e 30 presenze ed una rete in Serie B.

### Allenatore
Tra le molte esperienze da allenatore si segnalano le cinque promozioni dalla Serie C alla Serie B con il Prato nella stagione 1959-60, l'Arezzo nel 1965-66, il Cesena nel 1967-68, la Massese nel [1969-70 ed il Rimini nel 1975-76. Fu poi, sempre in Serie C, alla guida della SPAL tra 1970 e il 1972 ottenendo un secondo ed un terzo posto. Ha inoltre guidato il Perugia nel 1964, il Pisa nel 1965 ed il Venezia in due riprese, prima nel 1973 poi nel 1975 con un intervallo, nel 1974 in cui allenò il Modena e quindi al Livorno nel 1978. In seguito scese in Serie C2 tornando a Prato nel 1979 e poi a Latina nel 1980, per poi conquistare la promozione al Campionato Interregionale con il Fucecchio e sfiorare una storica promozione in Serie C2 nel 1981-82.
Meucci, nella sua singolare ed interessante carriera di allenatore, venne quindi considerato una sorta di mago della Serie C ma non riuscì mai ad andare significativamente oltre questa categoria: infatti quando fu confermato in Serie B dalle squadre neopromosse, Prato, Arezzo e Rimini, non ebbe particolare fortuna. 
Di carattere non facile, a tratti duro, fu considerato un autentico sergente di ferro, scaramantico al punto che, se si convinceva che un abito gli portasse fortuna, seguitava ad indossarlo per diverse domeniche sino a quando i risultati si rivelavano positivi.

## Palmarès

### Allenatore

#### Club

##### Competizioni nazionali
- Serie C: 5

Prato: 1959-1960
Arezzo: 1965-1966
Cesena: 1967-1968
Massese: 1969-1970
Rimini: 1975-1976

##### Competizioni regionali
- Promozione: 1

Fucecchio: 1980-1981